# Contesa Cosel
Contesa Cosel (în poloneză Hrabina Cosel) este un roman din 1873 al scriitorului polonez Józef Ignacy Kraszewski.